# 小行星4152
小行星4152（英語：4152 Weber）是一颗围绕太阳公转的小行星。1985年5月15日，愛德華·鮑威爾在可可尼诺县发现了此天体。
这颗小行星的绝对星等为334.8191964163659等。